# Alajuela (jezero)
Alejuela je přehradní nádrž na řece Chagres v Panamě. Nádrž slouží jako zásobník vody pro chod Panamského průplavu. Hráz jezera byla dostavěna v roce 1935.
Provoz průplavu vyžaduje vydatný a stálý přítok vody do Gatúnského jezera. Panama leží v tropickém podnebném pásu se střídáním období dešťů (listopad až únor) a období sucha (červen až srpen). Během období deště přehrada zadrží velké množství vody, které následně v období sucha odpouští do níže položeného Gatúnského jezera. V momentu plného napuštění dosahuje hladina přehradního jezera hodnoty 5 000 ha.

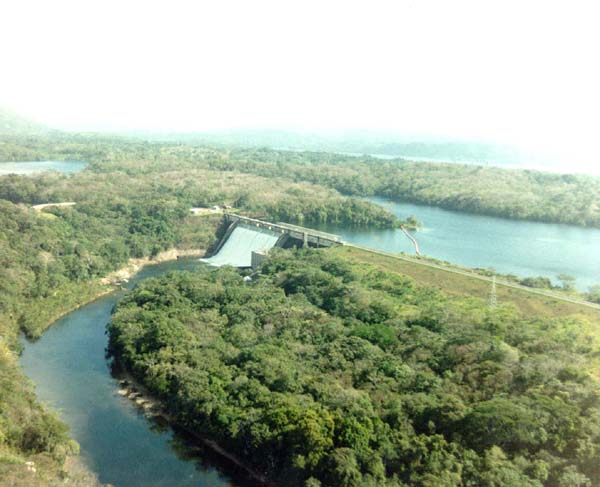
hráz Alajuela (též Madden)

V minulosti bylo jezero součástí Průplavového pásma spravovaného Spojeným státy americkými. V současnosti se nádrž nachází v panamském národním parku Chagres.